# Algeriets fotbollsförbund
Algeriets fotbollsförbund, (arabiska: الإتحادية الجزائرية لكرة القدم; franska: Fédération algérienne de football), är ett specialidrottsförbund som organiserar fotbollen i Algeriet.
Förbundet grundades 1962 och gick med i Caf 1964. De anslöt sig till Fifa år 1963. Algeriets fotbollsförbund har sitt huvudkontor i staden Alger.